# SS Impératrice Eugénie
O SS Impératrice Eugénie foi um navio de passageiros francês operado pela Compagnie Générale Transatlantique e construído pela Chantiers John Scott em Saint-Nazaire. Sua construção começou em outubro de 1862 e foi lançado ao mar em abril de 1864, realizando sua viagem inaugural em fevereiro do ano seguinte. Foi a primeira embarcação transatlântica francesa construída inteiramente dentro da França ao custo de dois milhões de francos.
O Impératrice Eugénie teve uma carreira inicial tranquila e de sucesso na rota entre Saint-Nazaire e Veracruz no México. Foi renomeado em 1870 para SS Atlantique, passando por uma grande reforma três anos depois que substituíram suas rodas de pás por uma hélice, adicionaram um mastro ao seu casco e aumentaram seu comprimento em mais de dez metros. Foi novamente renomeado, desta vez para SS Amérique, e colocado na linha para Nova Iorque.
O navio foi abandonado às pressas em 14 de abril de 1874 depois de começar a fazer água, com suas bombas não sendo capazes de lidar com os vazamentos. A tripulação e os passageiros foram deixados por outras embarcações em Plymouth no Reino Unido. Acreditou-se que o Amérique foi perdido, porém foi encontrado alguns dias depois e rebocado para Le Havre, onde foi concertado. Ele retornou ao serviço logo no mês seguinte.
O Amérique envolveu-se em outro incidente em 7 de janeiro de 1877 quando encalhou em Sea Bright, permanecendo no local por quatro meses até ser recuperado. Foi transferido para a rota de Havana em setembro de 1886, passando por uma nova reforma em 1892 que lhe deram novos motores. O navio acabou encalhando em Barranquilla no dia 28 de janeiro de 1895, sendo desmontado por ser considerado muito danificado e velho para continuar ativo.